# Nazionale femminile di rugby a 15 della Svezia
La nazionale di rugby a 15 femminile della Svezia (in svedese Sveriges damlandslag i rugby union) è la selezione di rugby a 15 femminile che rappresenta la Svezia in ambito internazionale.
Attiva fin dal 1984 — anno del suo esordio — sotto la giurisdizione di Svenska Rugbyförbundet, è la terza selezione più anziana del rugby internazionale femminile dopo Francia e Paesi Bassi, e prese parte alle prime tre edizioni della Coppa del Mondo, competizione nella quale ha figurato in totale quattro volte, la più recente delle quali nel 2010.
Partecipa anche al campionato europeo femminile, nel quale il suo miglior risultato è un secondo posto conseguito nel 2002 dietro l'Italia.
Nonostante la sua lunga tradizione, in tempi recenti è stata relativamente inattiva per via del maggior sostegno federale all'attività a sette.
Il commissario tecnico della selezione è Jonas Ahl.
Al 2 dicembre 2024 la squadra occupa la 20ª posizione del ranking World Rugby.

## Storia
L'attività rugbistica femminile iniziò ufficialmente in Svezia nel 1983 con la disputa del primo campionato vinto dallo Stockholms Rugbyklubb; un anno più tardi, il 21 ottobre 1984, a Malmö la selezione femminile svedese esordì sulla scena internazionale contro i Paesi Bassi perdendo 0-34, in quello che fu il quarto incontro internazionale della storia del rugby femminile.
La Svezia è la terza nazionale femminile più anziana dopo le pari merito Francia e Paesi Bassi, fautrici della prima sfida tra nazionali nel 1982 e per il biennio successivo uniche contendenti del rugby internazionale.
La squadra non ebbe molte occasioni di misurarsi a livello internazionale nel prosieguo di decennio: fino a tutto il 1989 disputò solo altri quattro confronti, due di nuovo contro i Paesi Bassi, uno contro il Belgio e un altro contro l'Inghilterra; arrivò quindi alla Coppa del Mondo di rugby femminile 1991 in Galles con solo cinque partite alle spalle in sette anni, e perse il primo incontro della fase a gironi contro la Francia per 0-37; nel secondo batté 20-0 le semiesordienti giapponesi (al loro secondo incontro assoluto) e nei play-off per il quinto posto fu sconfitta 0-18 dall'Italia terminando al nono posto ex aequo con Galles, il citato Giappone e l'Unione Sovietica.
La squadra si riaffacciò alla ribalta internazionale solo tre anni più tardi, in occasione della Coppa del Mondo 1994 in Scozia, nel primo incontro della quale incassò 111 punti a zero contro le campionesse uscenti degli Stati Uniti; battuta anche dal Giappone 5-10, fu dirottata nella poule per il nono posto, terminando decima tra le due ex sovietiche Kazakistan e Russia.
Anche nel 1998 la Svezia terminò senza punti nella fase a gironi, e vinse solo l'ultima partita in cui fu impegnata, la finale per evitare l'ultimo posto del torneo, cui invece fu relegata la Russia, battuta 23-3 dalle scandinave.
Con il nuovo millennio la Svezia entrò nel campionato europeo femminile, la cui seconda divisione vinse nel 2001 per poi, l'anno successivo, giungere a giocarsi il titolo continentale nella finale persa contro l'Italia.
Con il nuovo millennio la Svezia entrò nel campionato europeo femminile, la cui seconda divisione vinse nel 2001 per poi, l'anno successivo, giungere a giocarsi il titolo continentale nella finale persa contro l'Italia.
Altri risultati di rilievo furono il terzo posto ottenuto nell'edizione casalinga del 2003 e in Germania nel 2005 e, soprattutto, la vittoria di uno dei gironi del trofeo femminile 2009 a Stoccolma che, se pure non conferì alcun titolo continentale, fu valido come qualificazione diretta alla Coppa del Mondo di rugby femminile 2010.
Nella rassegna mondiale che si tenne in Inghilterra la Svezia finì ultima del girone contro Francia, Scozia e Canada e nei play-off per il nono posto fu sconfitta da Galles e, a seguire, Kazakistan, terminando all'ultimo posto.
Quella del 2010 è allo stato l'apparizione più recente della Svezia alla Coppa del Mondo.
Le più consistenti uscite recenti della squadra furono nel corso del torneo di Madrid del 2013 di qualificazione alla Coppa del Mondo 2014; dopo di allora la Svezia scese in campo, per l'ultima volta in un test match, contro i Paesi Bassi a Malmö a fine 2014 prima di affrontare un periodo di assenza dalle scene di tre anni dovuto allo spostamento d'interesse federale sull'attività rugbistica a sette in vista delle Olimpiadi di Rio de Janeiro del 2016; a fine 2017 la squadra si ripresentò con un nuovo test match a Helsinki vinto contro le vicine della Finlandia e due incontri contro la rappresentativa della polizia britannica, con rispettivamente una sconfitta e una vittoria.

## Colori e simboli
La squadra, al pari di tutte le altre rappresentative nazionali svedesi, indossa i colori della bandiera nazionale, il blu e il giallo.
Sulla prima tenuta prevale quest'ultimo colore, mentre invece nell'uniforme alternativa è il blu a spiccare maggiormente; sul petto a sinistra compare il logo della federazione, un pallone da rugby giallo su campo blu alla base di una porta sovrastata dalle tre corone di Svezia.
Il fornitore degli equipaggiamenti sportivi è l'australiana BLK, legata alla federazione rugbistica svedese da un accordo di sponsorizzazione tecnica a partire dalla stagione 2017-18.

## Statistiche di squadra

### Incontri disputati
| Data             | Sede              | Incontro                    | Note               |
| ---------------- | ----------------- | --------------------------- | ------------------ |
| 21 ottobre 1984  | Malmö             | Svezia — Paesi Bassi 0-34   | Test match         |
| 19 ottobre 1985  | Nimega            | Paesi Bassi — Svezia 19-0   | Test match         |
| 17 ottobre 1986  | Bruxelles         | Belgio — Svezia 0-32        | Test match         |
| 31 dicembre 1986 | Castricum         | Paesi Bassi — Svezia 11-6   | Test match         |
| 15 ottobre 1988  | Sefton            | Inghilterra — Svezia 40-0   | Test match         |
| 14 ottobre 1989  | Berlino           | Germania Ovest — Svezia 0-8 | Test match         |
| 8 aprile 1991    | Cardiff           | Francia — Svezia 37-0       | Coppa del Mondo    |
| 10 aprile 1991   | Rhondda           | Giappone — Svezia 0-20      | Coppa del Mondo    |
| 11 aprile 1991   | Cardiff           | Italia — Svezia 18-0        | Coppa del Mondo    |
| 9 novembre 1991  | Trelleborg        | Svezia — Germania 20-6      | Test match         |
| 11 aprile 1994   | Melrose           | Svezia — Stati Uniti 0-111  | Coppa del Mondo    |
| 13 aprile 1994   | Melrose           | Giappone — Svezia 10-5      | Coppa del Mondo    |
| 17 aprile 1994   | Kirkcaldy         | Russia — Svezia 13-20       | Coppa del Mondo    |
| 21 aprile 1994   | Stirling          | Kazakistan — Svezia 31-12   | Coppa del Mondo    |
| 23 aprile 1994   | Edimburgo         | Kazakistan — Svezia 29-12   | Coppa del Mondo    |
| 24 aprile 1994   | Edimburgo         | Scozia — Svezia 60-0        | Test match         |
| 19 novembre 1994 | Amburgo           | Germania — Svezia 12-0      | Test match         |
| 5 agosto 1997    | Stoccolma         | Svezia — Scozia 0-42        | Test match         |
| 2 maggio 1998    | Amsterdam         | Inghilterra — Svezia 75-0   | Coppa del Mondo    |
| 5 maggio 1998    | Amsterdam         | Paesi Bassi — Svezia 44-0   | Coppa del Mondo    |
| 9 maggio 1998    | Amsterdam         | Kazakistan — Svezia 47-5    | Coppa del Mondo    |
| 12 maggio 1998   | Amsterdam         | Germania — Svezia 20-18     | Coppa del Mondo    |
| 15 maggio 1998   | Amsterdam         | Russia — Svezia 3-23        | Coppa del Mondo    |
| 12 agosto 2000   | Hannover          | Germania — Svezia 5-30      | Test match         |
| 7 maggio 2001    | Villeneuve-d'Ascq | Germania — Svezia 13-15     | Campionato europeo |
| 9 maggio 2001    | Roubaix           | Belgio — Svezia 0-90        | Campionato europeo |
| 12 maggio 2001   | Lilla             | Paesi Bassi — Svezia 12-13  | Campionato europeo |
| 11 novembre 2001 | Edimburgo         | Scozia — Svezia 13-3        | Test match         |
| 20 marzo 2002    | Treviso           | Paesi Bassi — Svezia 0-22   | Campionato europeo |
| 23 marzo 2002    | Treviso           | Italia — Svezia 35-24       | Campionato europeo |
| 24 novembre 2002 | Edimburgo         | Scozia — Svezia 34-3        | Test match         |
| 1º maggio 2003   | Malmö             | Svezia — Francia 0-9        | Campionato europeo |
| 3 maggio 2003    | Malmö             | Svezia — Italia 15-10       | Campionato europeo |
| 6 luglio 2003    | Linköping         | Svezia — Scozia 5-49        | Test match         |
| 2 maggio 2004    | Castelsarrasin    | Scozia — Svezia 32-0        | Campionato europeo |
| 5 maggio 2004    | Tolosa            | Spagna — Svezia 31-5        | Campionato europeo |
| 8 maggio 2004    | Tolosa            | Italia — Svezia 13-0        | Campionato europeo |
| 7 aprile 2005    | Amburgo           | Paesi Bassi — Svezia 8-7    | Campionato europeo |
| 9 aprile 2005    | Amburgo           | Germania — Svezia 5-17      | Campionato europeo |
| 23 aprile 2006   | San Donà di Piave | Paesi Bassi — Svezia 10-5   | Campionato europeo |

| Data              | Sede                   | Incontro                   | Note                    |
| ----------------- | ---------------------- | -------------------------- | ----------------------- |
| 23 aprile 2006    | San Donà di Piave      | Norvegia — Svezia 0-34     | Campionato europeo      |
| 26 aprile 2006    | San Donà di Piave      | Italia — Svezia 33-0       | Campionato europeo      |
| 30 aprile 2006    | San Donà di Piave      | Belgio — Svezia 0-32       | Campionato europeo      |
| 28 aprile 2007    | Barcellona             | Francia — Svezia 12-0      | Campionato europeo      |
| 30 aprile 2007    | Barcellona             | Svezia — Galles 18-8       | Campionato europeo      |
| 2 maggio 2007     | Barcellona             | Paesi Bassi — Svezia 20-5  | Campionato europeo      |
| 5 maggio 2007     | Barcellona             | Italia — Svezia 0-6        | Campionato europeo      |
| 17 maggio 2008    | Amsterdam              | Inghilterra — Svezia 80-3  | Campionato europeo      |
| 20 maggio 2008    | Smallingerland         | Svezia — Spagna 0-20       | Campionato europeo      |
| 24 maggio 2008    | Amsterdam              | Paesi Bassi — Svezia 7-6   | Campionato europeo      |
| 2 novembre 2008   | Hannover               | Germania — Svezia 12-5     | Test match              |
| 10 gennaio 2009   | Meggetland             | Scozia — Svezia 32-0       | Test match              |
| 25 aprile 2009    | Norrköping             | Svezia — Paesi Bassi 0-24  | Test match              |
| 26 aprile 2009    | Norrköping             | Svezia — Paesi Bassi 3-7   | Test match              |
| 17 maggio 2009    | Stoccolma              | Svezia — Italia 16-14      | Qualificazioni mondiali |
| 20 maggio 2009    | Enköping               | Svezia — Spagna 11-6       | Qualificazioni mondiali |
| 23 maggio 2009    | Stoccolma              | Svezia — Germania 38-6     | Qualificazioni mondiali |
| 28 novembre 2009  | Swansea                | Galles — Svezia 56-7       | Test match              |
| 2 aprile 2010     | Leida                  | Paesi Bassi — Svezia 19-0  | Test match              |
| 4 aprile 2010     | Amsterdam              | Paesi Bassi — Svezia 20-7  | Test match              |
| 8 maggio 2010     | Sélestat               | Russia — Svezia 0-32       | Campionato europeo      |
| 10 maggio 2010    | Colmar                 | Germania — Svezia 0-29     | Campionato europeo      |
| 12 maggio 2010    | Haguenau               | Italia — Svezia 10-0       | Campionato europeo      |
| 15 maggio 2010    | Illkirch-Graffenstaden | Paesi Bassi — Svezia 47-19 | Campionato europeo      |
| 20 agosto 2010    | Guildford              | Francia — Svezia 15-9      | Coppa del Mondo         |
| 24 agosto 2010    | Guildford              | Canada — Svezia 40-10      | Coppa del Mondo         |
| 28 agosto 2010    | Guildford              | Scozia — Svezia 32-5       | Coppa del Mondo         |
| 1º settembre 2010 | Guildford              | Svezia — Galles 10-32      | Coppa del Mondo         |
| 5 settembre 2010  | Guildford              | Kazakistan — Svezia 12-8   | Coppa del Mondo         |
| 2 maggio 2011     | Ferrol                 | Finlandia — Svezia 0-20    | Campionato europeo      |
| 4 maggio 2011     | La Coruña              | Spagna — Svezia 18-3       | Campionato europeo      |
| 7 maggio 2011     | Ferrol                 | Paesi Bassi — Svezia 21-5  | Campionato europeo      |
| 3 maggio 2012     | Enköping               | Svezia — Russia 67-0       | Campionato europeo      |
| 7 maggio 2012     | Enköping               | Svezia — Paesi Bassi 10-3  | Campionato europeo      |
| 20 aprile 2013    | Madrid                 | Svezia — Spagna 0-55       | Qualificazioni mondiali |
| 23 aprile 2013    | Madrid                 | Svezia — Samoa 0-29        | Qualificazioni mondiali |
| 27 aprile 2013    | Madrid                 | Svezia — Scozia 8-63       | Qualificazioni mondiali |
| 18 ottobre 2014   | Malmö                  | Svezia — Paesi Bassi 3-10  | Test match              |
| 21 ottobre 2017   | Helsinki               | Finlandia — Svezia 10-39   | Test match              |

### Riepilogo per avversario
| Avversario  | Primo incontro | G  | V  | N | P  | PF  | PS    | % V/G |
| ----------- | -------------- | -- | -- | - | -- | --- | ----- | ----- |
| Belgio      | 1986           | 3  | 3  | 0 | 0  | 154 | 0     | 100   |
| Canada      | 2010           | 1  | 0  | 0 | 1  | 10  | 40    | 0     |
| Finlandia   | 2011           | 2  | 2  | 0 | 0  | 59  | 10    | 100   |
| Francia     | 1991           | 4  | 0  | 0 | 4  | 9   | 73    | 0     |
| Galles      | 2007           | 3  | 1  | 0 | 2  | 35  | 96    | 33,3  |
| Germania    | 1989           | 10 | 7  | 0 | 3  | 180 | 79    | 70    |
| Giappone    | 1991           | 2  | 1  | 0 | 1  | 25  | 10    | 50    |
| Inghilterra | 1988           | 3  | 0  | 0 | 3  | 3   | 195   | 0     |
| Italia      | 1991           | 8  | 2  | 0 | 6  | 61  | 133   | 25    |
| Kazakistan  | 1994           | 4  | 0  | 0 | 4  | 37  | 119   | 0     |
| Norvegia    | 2006           | 1  | 1  | 0 | 0  | 34  | 0     | 100   |
| Paesi Bassi | 1984           | 18 | 3  | 0 | 15 | 111 | 316   | 16,6  |
| Russia      | 1994           | 4  | 4  | 0 | 0  | 142 | 16    | 100   |
| Samoa       | 2013           | 1  | 0  | 0 | 1  | 0   | 29    | 0     |
| Scozia      | 1994           | 9  | 0  | 0 | 9  | 24  | 357   | 0     |
| Spagna      | 2004           | 5  | 1  | 0 | 4  | 19  | 130   | 20    |
| Stati Uniti | 1994           | 1  | 0  | 0 | 1  | 0   | 111   | 0     |
| Totale      | Totale         | 79 | 25 | 0 | 54 | 903 | 1 714 | 31,6  |

### Confronti in Coppa del Mondo
| Avversario  | Primo incontro | G  | V | N | P  | PF  | PS  | % V/G |
| ----------- | -------------- | -- | - | - | -- | --- | --- | ----- |
| Canada      | 2010           | 1  | 0 | 0 | 1  | 10  | 40  | 0     |
| Francia     | 1991           | 2  | 0 | 0 | 2  | 9   | 52  | 0     |
| Galles      | 2010           | 1  | 0 | 0 | 1  | 10  | 32  | 0     |
| Germania    | 1998           | 1  | 0 | 0 | 1  | 18  | 20  | 0     |
| Giappone    | 1991           | 2  | 1 | 0 | 1  | 25  | 10  | 50    |
| Inghilterra | 1998           | 1  | 0 | 0 | 1  | 0   | 75  | 0     |
| Italia      | 1991           | 1  | 0 | 0 | 1  | 0   | 18  | 0     |
| Kazakistan  | 1994           | 4  | 0 | 0 | 4  | 37  | 119 | 0     |
| Paesi Bassi | 1998           | 1  | 0 | 0 | 1  | 0   | 44  | 0     |
| Russia      | 1994           | 2  | 2 | 0 | 0  | 43  | 16  | 100   |
| Scozia      | 2010           | 1  | 0 | 0 | 1  | 5   | 32  | 0     |
| Stati Uniti | 1994           | 1  | 0 | 0 | 1  | 0   | 111 | 0     |
| Totale      | Totale         | 19 | 3 | 0 | 16 | 157 | 569 | 15,8  |